# Rhaebo
Rhaebo is een geslacht van kikkers uit de familie padden (Bufonidae). De groep werd voor het eerst wetenschappelijk beschreven door Edward Drinker Cope in 1862. Oorspronkelijk werd de wetenschappelijke naam Phrynomorphus gebruikt. Deze naam werd echter al gebruikt voor een geslacht van insecten en werd hierdoor ongeldig verklaard.
Er zijn dertien soorten, inclusief de pas in 2012 voor het eerst beschreven soort Rhaebo ecuadorensis. Lange tijd telde de groep tien soorten, maar in 2015 werden de drie soorten uit het niet meer erkende geslacht Andinophryne ook onder Rhaebo ingedeeld.
Alle soorten komen voor in delen van Midden- en Zuid-Amerika. De verschillende soorten leven in de landen Bolivia, Brazilië, Colombia, Ecuador, Guyana, Frans-Guyana, Honduras, Peru en Venezuela.

## Soorten
Geslacht Rhaebo
- Soort Rhaebo andinophrynoides
- Soort Rhaebo atelopoides
- Soort Rhaebo blombergi
- Soort Rhaebo caeruleostictus
- Soort Rhaebo colomai
- Soort Rhaebo ecuadorensis
- Soort Rhaebo glaberrimus
- Soort Rhaebo guttatus
- Soort Rhaebo haematiticus
- Soort Rhaebo hypomelas
- Soort Rhaebo lynchi
- Soort Rhaebo nasicus
- Soort Rhaebo olallai

Adenomus · 
Altiphrynoides · 
Amazophrynella · 
Anaxyrus · 
Ansonia · 
Atelopus · 
Barbarophryne · 
Blythophryne · 
Bufo · 
Bufoides · 
Bufotes · 
Capensibufo · 
Churamiti · 
Dendrophryniscus · 
Didynamipus · 
Duttaphrynus · 
Epidalea · 
Frostius · 
Ghatophryne · 
Incilius · 
Ingerophrynus · 
Laurentophryne · 
Leptophryne · 
Melanophryniscus · 
Mertensophryne · 
Metaphryniscus · 
Nannophryne · 
Nectophryne · 
Nectophrynoides · 
Nimbaphrynoides · 
Oreophrynella · 
Osornophryne · 
Parapelophryne · 
Pedostibes · 
Pelophryne · 
Peltophryne · 
Phrynoidis · 
Poyntonophrynus · 
Pseudobufo · 
Rentapia · 
Rhaebo · 
Rhinella · 
Sabahphrynus · 
Schismaderma · 
Sclerophrys · 
Strauchbufo · 
Truebella · 
Vandijkophrynus · 
Werneria · 
Wolterstorffina · 
Xanthophryne